# Damalis fulvus
Damalis fulvus là một loài ruồi trong họ Asilidae. Damalis fulvus được Scarbrough miêu tả năm 2005. Loài này phân bố ở miền Ấn Độ - Mã Lai.